# تأثير تقاصري

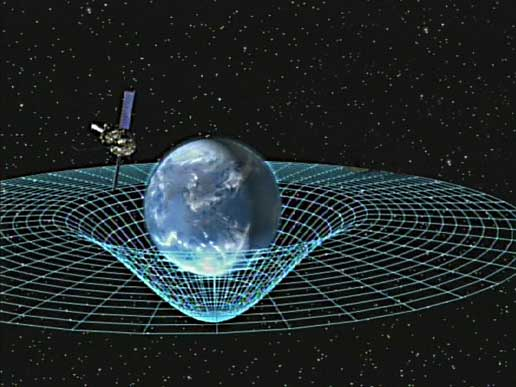
تصور لالتأثير التقاصري.

التأثير التقاصري أو الجويديسي يعبر عن تأثير انحناء الزمكان، التي تنبأت بها النظرية النسبية العامة على متجه محمول على جسم دوار.
على سبيل المثال يمكن للمتجة أن يكون الزخم الزاوي لجيروسكوب الذي يدور حول الآرض. كما في تجربة مسبار الجاذبية.
وأول من لاحظ هذا التأثير هو فيليم دي سيتر عام 1916.
الذي قدم تصحيح للعلاقات النسبية لنظام حركه الأرض مع القمر. وعمل على هذه العلاقات جان سكوتن (Jan Schouten) عام 1918 . وايضا أدريان فوكر (Adriaan Fokker) عام 1920 .
ويمكن أيضا أن تطبق على مدارات فلكية معينة، مثل ناقلات لابلاس-رونج لينز.
ولمصطلح الجيوديسي معنيان مختلفان قليلا كما في جسم متحرك فإما أن يدور أو لا يدور.
الأجسام التي لا تدور تتحرك في جيوديسية، في حين أن الأجسام الدوارة تتحرك في مدارات مختفلة قليلاً.

## تأكيد التجربة
تم التأكد من التأثير التقاصري إلي دقة أفضل من 0.5% باستخدام مسبار الجاذبية، وهي التجربة التي تقيس ميل محور دوران الجيروسكوبات في المدار حول الأرض.
وقد تم إعلان النتائج الأولي في 14 إبريل 2007 . في اجتماع للجمعية الفيزيائية الأمريكية.

## الصيغة
للوصول إلي صيغه نفترض ان النظام في شوارزشيلد المتري الدوار، والذي لايدور يكون:
{\displaystyle ds^{2}=dt^{2}\left(1-{\frac {2m}{r}}\right)-dr^{2}\left(1-{\frac {2m}{r}}\right)^{-1}-r^{2}(d\theta ^{2}+\sin ^{2}\theta \,d\phi '^{2}),}
حيث c = G = 1
{\displaystyle d\phi =d\phi '-\omega \,dt.}
فيكون
{\displaystyle ds^{2}=\left(1-{\frac {2m}{r}}-r^{2}\beta \omega ^{2}\right)\left(dt-{\frac {r^{2}\beta \omega }{1-2m/r-r^{2}\beta \omega ^{2}}}\,d\phi \right)^{2}-dr^{2}\left(1-{\frac {2m}{r}}\right)^{-1}-{\frac {r^{2}\beta -2mr\beta }{1-2m/r-r^{2}\beta \omega ^{2}}}\,d\phi ^{2}}
ومع
{\displaystyle \beta =\sin ^{2}(\theta )} و θ = π/2 و β = 1
{\displaystyle ds^{2}=e^{2\Phi }\left(dt-w_{i}\,dx^{i}\right)^{2}-k_{ij}\,dx^{i}\,dx^{j}.}
ومن هذه الصيغة نستطيع تحديد قيمة الدوران
{\displaystyle \Omega ={\frac {\sqrt {2}}{4}}e^{\Phi }[k^{ik}k^{jl}(\omega _{i,j}-\omega _{j,i})(\omega _{k,l}-\omega _{l,k})]^{1/2}={\frac {{\sqrt {\beta }}\omega (r-3m)}{r-2m-\beta \omega ^{2}r^{3}}}={\sqrt {\beta }}\omega .}
وبما أن {\displaystyle \Phi ,_{i}=0}
فإن
{\displaystyle \Phi ,_{i}={\frac {2m/r^{2}-2r\beta \omega ^{2}}{2(1-2m/r-r^{2}\beta \omega ^{2})}}=0.}
ويكون حلّ المعادلة
{\displaystyle \omega ^{2}={\frac {m}{r^{3}\beta }}.}
ومن خلال قوانين كبلر
{\displaystyle \Delta \tau =\left(1-{\frac {2m}{r}}-r^{2}\beta \omega ^{2}\right)^{1/2}\,dt=\left(1-{\frac {3m}{r}}\right)^{1/2}\,dt.}
و حيث {\displaystyle \alpha '=\Omega \Delta \tau } فإن
{\displaystyle \alpha =\alpha '+2\pi =-2\pi {\sqrt {\beta }}{\Bigg (}\left(1-{\frac {3m}{r}}\right)^{1/2}-1{\Bigg )}.}
ومع الدرجة الأولي لمتسلسلة تايلور وماكلورين نجد أن
{\displaystyle \alpha \approx {\frac {3\pi m}{r}}{\sqrt {\beta }}={\frac {3\pi m}{r}}\sin(\theta ).}

## وصلات خارجية
- Gravity Probe B websites at NASA نسخة محفوظة 22 يناير 2022 على موقع واي باك مشين. and Stanford University
- Precession in Curved Space "The Geodetic Effect"
- Geodetic Effect